# Slow Flux
Slow Flux è il settimo album discografico in studio del gruppo musicale rock canadese/statunitense Steppenwolf, pubblicato nel 1974.

## Tracce
1. Gang War Blues – 4:52
2. Children of Night – 5:11
3. Justice Don't Be Slow – 5:00
4. Get into the Wind – 3:00
5. Jeraboah – 5:41
6. Straight Shootin' Woman – 4:04
7. Smokey Factory Blues – 4:09
8. Morning Blue – 4:12
9. A Fool's Fantasy – 3:37
10. Fishin' in the Dark – 5:47

## Formazione
- John Kay - voce, chitarra
- Bobby Cochran - chitarra
- Goldy McJohn - tastiere
- George Biondo - basso, cori
- Jerry Edmonton - batteria

### Altri musicisti
- Skip Konte – Chamberlin (10)